# 栃木県道・茨城県道35号宇都宮結城線
栃木県道・茨城県道35号宇都宮結城線（とちぎけんどう・いばらきけんどう35ごう うつのみやゆうきせん）は、栃木県宇都宮市から茨城県結城市に至る県道（主要地方道）である。

## 概要
国道4号新4号バイパスにほぼ並行しており、河内郡上三川町市街を経由して結城市市街地と宇都宮市市街地を南北に結ぶ道路である。茨城県区間の距離は1kmにも満たない。栃木県では上三川街道とも呼称される。

### 路線データ
- 起点 : 栃木県宇都宮市大通り2丁目（大通り1丁目交差点＝栃木県道1号宇都宮笠間線・栃木県道10号宇都宮那須烏山線・栃木県道63号藤原宇都宮線交点）
- 終点 : 茨城県結城市大字結城（大町交差点＝茨城県道204号結城二宮線・茨城県道264号小山結城線・茨城県道302号結城停車場線交点）
- 総延長：31.039 km（栃木県区間：30.085 km、茨城県区間：0.954 km[1]）
- 重用延長：*.* km（栃木県区間：*.* km、茨城県区間：0.0 km[1]）
- 未供用延長：なし（栃木県区間：*.* km、茨城県区間：0.0 km[1]）
- 実延長：30.995 km（栃木県区間：30.041 km、茨城県区間：0.954 km[1]）
- 自動車交通不能区間延長[注釈 1]：なし（栃木県区間：*.* km、茨城県区間：0.0 km[1]）

## 歴史
1959年（昭和34年）10月14日、新たな県道として栃木県宇都宮市を起点とし、茨城県結城市を終点とする区間を本路線とする県道宇都宮結城線として茨城県が県道路線認定した。

### 年表
- 1959年（昭和34年）10月14日 - 茨城県が県道路線認定（図面対照番号242）[2]。茨城県内の道路区域は、県界結城市大字結城から結城市大字結城の県道結城石橋線交点までと決定された[3]。
- 1961年（昭和36年）4月1日 - 栃木県が県道路線認定。
- 1993年（平成5年）5月11日 - 建設省から、県道宇都宮結城線が宇都宮結城線として主要地方道に指定される[4]。
- 2010年（平成22年）11月1日 - 宇都宮市内の一部区間で経路変更（市道との相互移管）

## 路線状況
道路法の規定に基づき、茨城県内の結城市結城（栃木県界） - 同（一般県道小山結城線交差）間は、緊急輸送道路として機能を維持するため、災害発生時の被害拡大防止を目的に道路用地内に電柱を建てることが制限されている。

### 通称
- 今小路通り（宇都宮市大通り - 中河原町交差点）
- 平成通り（宇都宮市簗瀬大橋付近）
- 上三川街道（宇都宮市 - 河内郡上三川町間）
- 結城街道

### 重複区間
- 栃木県道214号福良羽川線（小山市高橋地内：約0.2 km）

### 道路施設
- 行大橋（田川、栃木県 - 茨城県境）
- 舟戸大橋（田川、栃木県小山市田川）

## 地理

### 通過する自治体
- 栃木県
  - 宇都宮市
  - 河内郡上三川町
  - 下野市
  - 小山市
- 茨城県
結城市

### 交差する道路

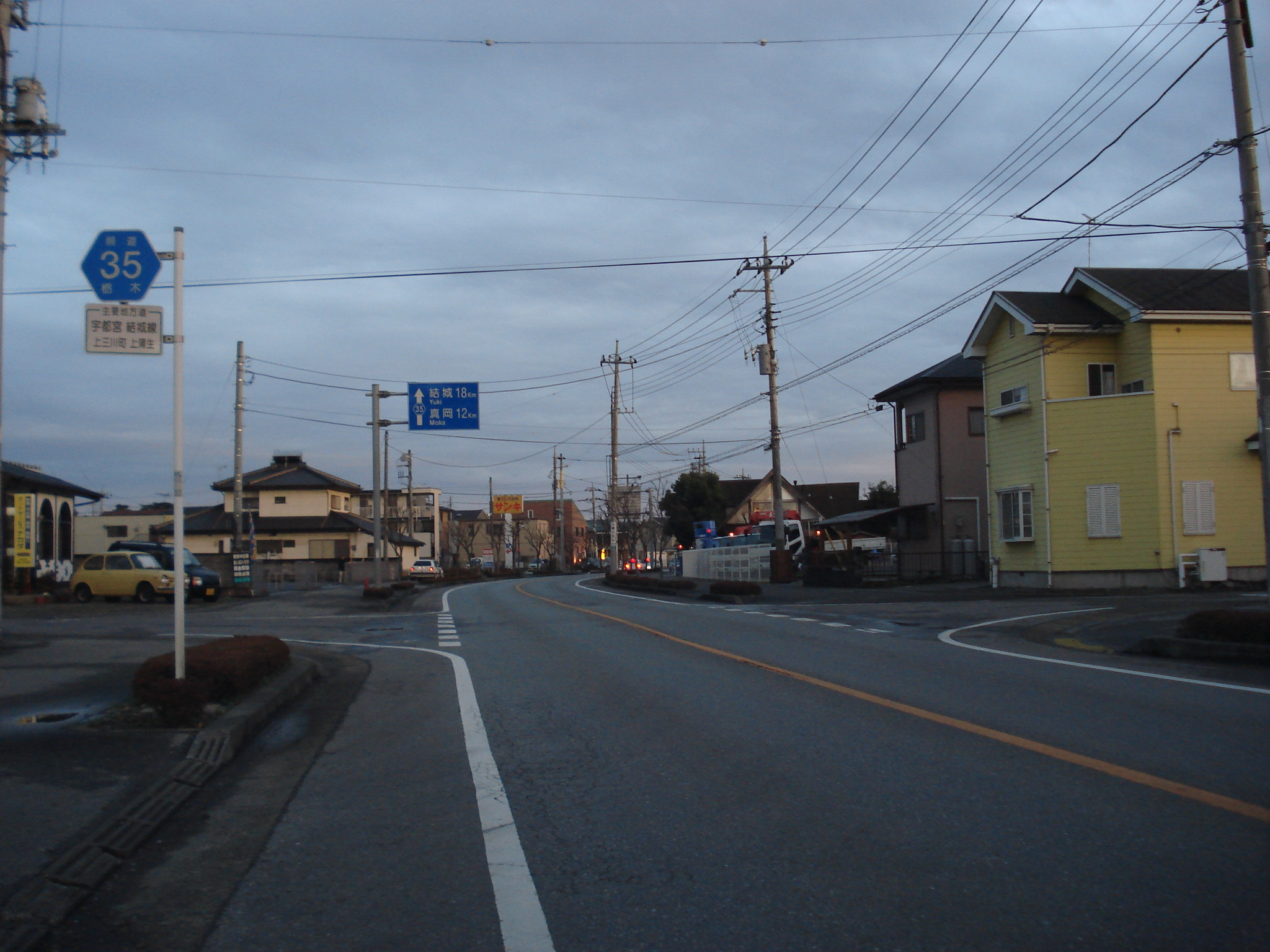
栃木県道35号宇都宮結城線
上三川町上蒲生付近

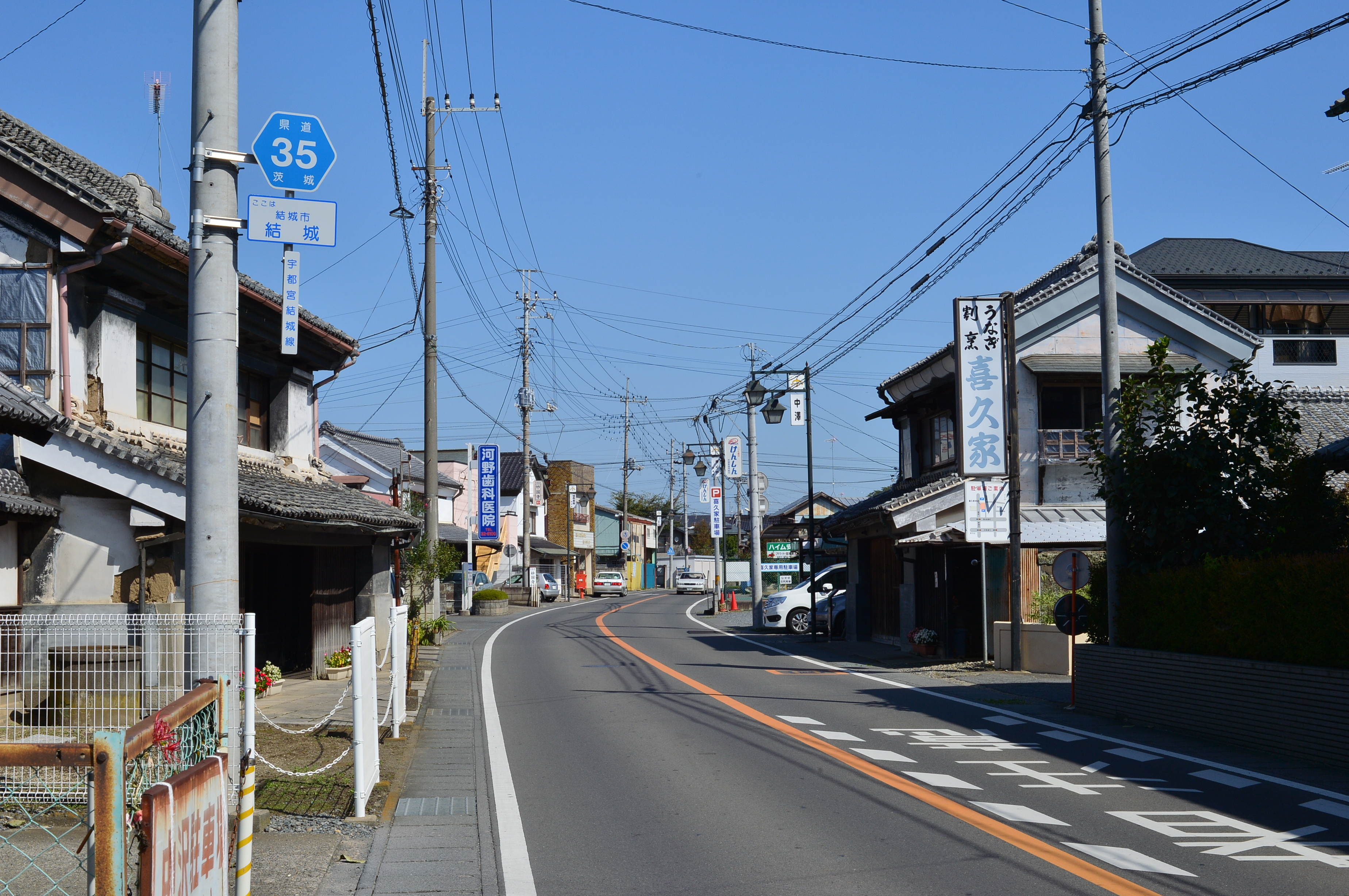
茨城県道35号宇都宮結城線
結城市結城（2014年9月）

- 栃木県道1号宇都宮笠間線・栃木県道10号宇都宮那須烏山線（栃木県道63号藤原宇都宮線重複）（起点）
- 宇都宮市道4号（いちょう通り）（宇都宮市中河原町／中河原町交差点）
- 栃木県道46号宇都宮真岡線（宇都宮市簗瀬一丁目／簗瀬大橋東）
- 国道4号（宇都宮市簗瀬交差点）
- 国道121号（宇都宮市東横田町交差点）
- 栃木県道193号雀宮真岡線（宇都宮市東谷町交差点）
- 新4号国道（河内郡上三川町上蒲生立体交差）
- 栃木県道47号真岡上三川線（河内郡上三川町上三川・下町交差点）
- 栃木県道310号下野二宮線（下野市上川島）
- 栃木県道44号栃木二宮線（下野市本吉田交差点）
- 栃木県道214号福良羽川線（小山市高椅）
- 栃木県道214号福良羽川線（小山市高椅）
- 茨城県道146号結城石橋線（結城市結城）
- 茨城県道204号結城二宮線・茨城県道264号小山結城線・茨城県道302号結城停車場線（終点）